# Cường quốc

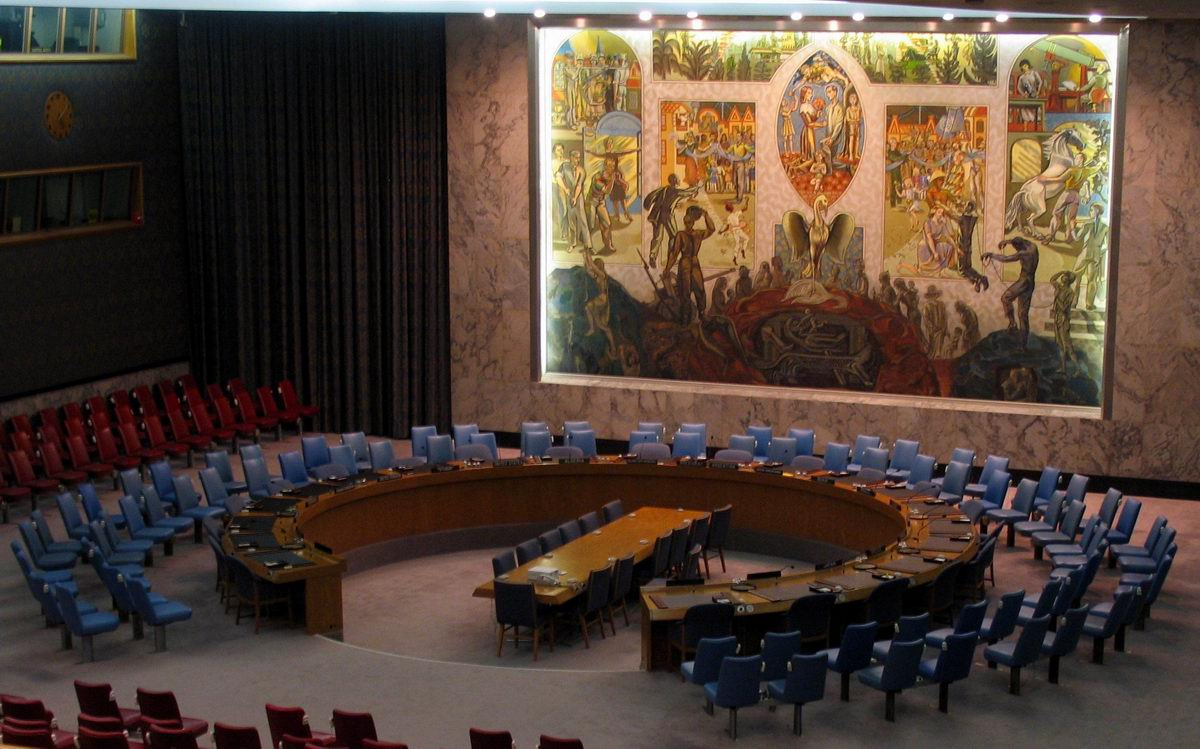
Phòng Hội đồng Bảo an Liên hợp quốc ở New York

Cường quốc là một khái niệm được sử dụng trong lĩnh vực quan hệ quốc tế, dùng để chỉ một quốc gia có chủ quyền sở hữu sức mạnh cùng tầm ảnh hưởng trong một khu vực địa lý hoặc trên phạm vi toàn cầu. Hiện nay, các cường quốc được phân loại dựa theo mức độ gia tăng sức mạnh bắt đầu từ Tiểu cường quốc, Trung cường quốc - Cường quốc khu vực cho đến Đại cường quốc - Siêu cường tiềm năng và cuối cùng là tới cấp độ cao nhất - Siêu cường quốc hoàn chỉnh (Đế quốc Anh, Liên Xô và Hoa Kỳ). Ngoài ra còn có một số cách gọi khác được sử dụng bởi giới nghiên cứu khoa học, báo chí, học thuật, truyền thông,...dựa trên những đặc điểm nổi bật nhất của đất nước đó so với phần còn lại của thế giới như: cường quốc dân số, cường quốc năng lượng, cường quốc biển - hàng hải, cường quốc quân sự, cường quốc hạt nhân,...
Từ thời Napoléon đến nay, đã và đang có nhiều sự thay đổi về cục diện sức mạnh của các cường quốc trên thế giới, phần lớn là từ sau Chiến tranh thế giới thứ nhất và Chiến tranh thế giới thứ hai. Trong khi một vài nước được công nhận rộng rãi là cường quốc đồng thời duy trì vị thế này trong nhiều thế kỷ thì một số khác lại chỉ là cường quốc trong một khoảng thời gian nhất định, hiện nay, không có một danh sách cụ thể nào về những cường quốc và danh sách những cường quốc đã được xuất bản thì vẫn luôn gây ra nhiều sự tranh cãi.

## Ngữ nghĩa
Cường quốc là từ Hán-Việt, dịch chuẩn theo phiên âm tiếng Hán-Việt thì có nghĩa là "nước hùng mạnh", nhưng trong lịch sử các nước Phương Đông người ta dùng nhiều hơn từ "đại quốc", nghĩa là "nước lớn", chỉ khi nào sử dụng trong bàn luận chính sự thì mới dùng nhiều đến từ "phú cường", "quốc gia hưng thịnh", "quốc gia phú cường" như khái niệm để chỉ tình trạng đất nước. Trong tiếng Anh, người ta dùng nhiều từ "Power" (nhất là từ sau chiến tranh Napoleon), với hàm nghĩa "cường quốc" (đại từ), "sức mạnh" (tính từ chỉ tình trạng), hay hàm nghĩa "quyền hạn" hoặc "quyền lực" (vừa là đại từ vừa là tính từ). Vì vậy, cách sử dụng có thể có sự khác biệt. Hơn nữa, vốn dĩ không có một định nghĩa "cường quốc" thống nhất.
Từ nguyên "Power" trong tiếng Anh được sử dụng chính xác hơn từ "cường quốc". Bởi "cường quốc" chỉ mô tả tình trạng sức mạnh của quốc gia, nhưng "Power" (tạm gọi là quốc gia quyền lực) không chỉ mô tả tình trạng sức mạnh mà còn hàm nghĩa sự ảnh hưởng của sức mạnh đó ra bên ngoài.

## Các khái niệm
Trong chính trị học và khoa học quan hệ quốc tế, các học giả đã đặt ra các khía cạnh liên quan khái niệm "cường quốc" như sau:

### Cường quốc là mục tiêu
Cường quốc như một mục tiêu trong quan hệ quốc tế được đưa ra bởi các nhà lý luận chính trị Niccolò Machiavelli và Hans Morgenthau. Đặc biệt là giữa các nhà tư tưởng hiện thực cổ điển, quyền lực là một mục tiêu cố hữu của nhân loại và của nhà nước, theo đuổi xây dựng quốc gia thành cường quốc là mục tiêu cố hữu của các quốc gia trong lịch sử. Tăng trưởng kinh tế, tăng trưởng quân sự, lan truyền văn hóa,... tất cả đều có thể được coi là làm việc hướng tới mục tiêu cuối cùng của quyền lực quốc tế. Nhà tư tưởng quân sự người Đức Carl von Clausewitz  được coi là dự báo chính xác sự phát triển của châu Âu trên khắp các lục địa. Trong thời hiện đại, Claus Moser đã làm sáng tỏ trung tâm lý thuyết phân phối quyền lực ở châu Âu sau Holocaust, và theo đuổi xây dựng sức mạnh quốc gia là quan điểm phổ quát của châu Âu. Jean Monnet  là một nhà lý thuyết xã hội cánh tả của Pháp, hướng đến mục tiêu ủng hộ mở rộng châu Âu. Nhà ngoại giao và nhà chính trị Robert Schuman người theo dõi người sáng tạo cộng đồng châu Âu hiện đại.

### Cường quốc gây ảnh hưởng
Các nhà khoa học chính trị chủ yếu chỉ rõ "quyền lực" là khả năng tác động của một số nước đối với các nước khác trong hệ thống quốc tế. Ảnh hưởng này có thể ép buộc, hấp dẫn, lôi kéo hợp tác, hoặc cạnh tranh. Cơ chế ảnh hưởng có thể bao gồm các mối đe dọa hoặc sử dụng vũ lực, tương tác kinh tế hoặc áp lực ngoại giao và trao đổi văn hóa.
Trong những trường hợp nhất định, các nước có thể gây ảnh hưởng toàn cầu hoặc tạo một khối liên minh trong đó họ chiếm ưu thế trong việc gây ảnh hưởng. Các ví dụ lịch sử bao gồm: Đại hội Viên 1815, hoặc Hội nghị Yalta, Hiệp ước Warsaw, Thế giới tự do và Phong trào không liên kết. Các liên minh quân sự như NATO và Hiệp ước Warsaw là một cách khác thông qua đó ảnh hưởng được thực hiện. Tuy nhiên, lý thuyết "hiện thực" đã cố gắng duy trì sự cân bằng quyền lực từ việc phát triển các quan hệ ngoại giao có ý nghĩa có thể tạo ra quyền bá chủ khu vực. Chính sách đối ngoại của Anh như một ví dụ, họ thống trị châu Âu thông qua Đại hội Viên sau thất bại của Pháp. Họ tiếp tục hành động cân bằng với Đại hội Berlin năm 1878, để xoa dịu Nga và Đức, tấn công Thổ Nhĩ Kỳ. Anh đã đứng về phía những nước chống kẻ xâm lược trên lục địa châu Âu - tức là Habsburg Áo, Napoleonic Pháp, Đế quốc Đức, Đức Quốc xã, được nhìn thấy rõ trong Chiến tranh thế giới I chống Liên minh Trung tâm và, trong Thế chiến thứ hai chống phe Trục.

### Cường quốc tạo an ninh
Cường quốc sở hữu sức mạnh về quân sự cho phép họ có thể đảm bảo ưu thế trên phạm vi toàn cầu, hoặc khu vực của họ. Với sức mạnh quân sự, họ không chỉ đảm bảo cho an ninh của chính cường quốc đó mà có vai trò an ninh toàn cầu. Đôi khi được mô tả là vai trò "cảnh sát quốc tế".

### Cường quốc thể hiện tình trạng năng lực sức mạnh
Tác giả người Mỹ Charles W. Freeman, Jr. mô tả năng lực sức mạnh như sau:
Quyền lực là khả năng chỉ đạo các quyết định và hành động của người khác. Cường quốc sở hữu khả năng để thúc đẩy điều đó. Sức mạnh xuất phát từ sức mạnh vật chất và sức mạnh ý chí. Sức mạnh đến từ việc chuyển đổi tài nguyên thành năng lực và hướng đến việc thực thi mục tiêu. Chiến lược theo đuổi, xây dựng, củng cố và mở rộng sức mạnh quốc gia chính là cách thức mà quốc gia triển khai và áp dụng quyền lực của mình ở nước ngoài. Những cách này thể hiện qua nghệ thuật chiến tranh, gián điệp và ngoại giao. Chúng là đỉnh cao của năng lực quốc gia.
Tình trạng sức mạnh cũng được sử dụng để mô tả các nguồn lực và khả năng của một quốc gia. Định nghĩa này là định lượng và thường được sử dụng bởi các nhà địa chính trị và quân đội. Các khả năng được cho là có thể đo lường được, có thể đo đếm được, các tài sản có thể định lượng được. Một ví dụ điển hình cho loại đo lường này là Chỉ thị tổng hợp trên Tổng công suất, bao gồm 54 chỉ số và bao gồm khả năng của 44 nước ở châu Á-Thái Bình Dương từ năm 1992 đến năm 2012. Quyền lực cứng có thể bao gồm những khía cạnh được coi là tiềm năng.
Các nhà chiến lược Trung Quốc đã chỉ ra rằng sức mạnh quốc gia có thể được đo lường định lượng bằng cách sử dụng một chỉ số được gọi là sức mạnh tổng hợp quốc gia.

## Đặc điểm cường quốc
Danilovic nêu bật ba đặc điểm trung tâm của cường quốc, mà bà gọi là "sức mạnh, không gian và trạng thái", những đặc điểm phân biệt cường quốc với các quốc gia khác.

### Năng lực sức mạnh
Năng lực sức mạnh là tiêu chí cơ bản của một nước được xem là cường quốc:
- Diện tích
- Dân số
- Tài nguyên và kinh tế
- Ổn định chính trị
- Quân sự

Nhà sử học người Pháp Jean-Baptiste Duroselle nói về cường quốc trong môi trường chính trị thế giới đa cực: "đại cường là khả năng duy trì độc lập của riêng mình chống lại bất kỳ quyền lực nào khác".

### Phạm vi không gian
Sức mạnh của một cường quốc và khả năng ảnh hưởng của nó có một không gian địa lý xác định. Đây là yếu tố quan trọng phân biệt các cường quốc với nhau, giữa những cường quốc có khả năng ảnh hưởng toàn cầu và những cường quốc chỉ có khả năng ảnh hưởng trong một khu vực.
Arnold J. Toynbee chỉ ra rằng: "Quyền lực lớn có thể được định nghĩa là một lực lượng chính trị tạo ra một hiệu ứng đồng bộ với phạm vi rộng nhất của xã hội mà nó hoạt động. Xã hội phương Tây gần đây đã trở thành 'toàn thế giới'."

### Chính sách hành vi
Một tiêu chí quan trọng để xem xét một quốc gia có phải cường quốc hay không là hành vi chính sách. Một cường quốc phải có hoạt động chủ động mang tính chính sách tham gia vào đời sống chính trị quốc tế. Quốc gia đó không thể thụ động trong quan hệ quốc tế, nó phải thể hiện khả năng dẫn đầu, lãnh đạo, chi phối trong cộng đồng các quốc gia. Chính sách có chủ định và khả năng thực tế gây ảnh hưởng trong quan hệ với các nước khác là khía cạnh của một cường quốc. Tình trạng quyền lực lớn (hay trạng thái quyền lực) được nhìn thấy và thừa nhận bằng cách đánh giá các mối quan hệ của một nước với các nước khác.
Trong suốt lịch sử, các cường quốc lớn ảnh hưởng đến thảo luận các vấn đề chính trị và ngoại giao đương đại, họ ảnh hưởng đối với giải pháp cuối cùng, thực thi và kết quả đối với các sự kiện. Khi các vấn đề chính trị lớn cần được giải quyết, một số cường quốc lớn đã gặp nhau để thảo luận về chúng. Ví dụ, nguyên thủ quốc gia 3 nước Đồng minh đã gặp nhau ở Hội nghị Yalta từ ngày 4 tháng 2 năm 1945 để giải quyết các vấn đề chính trị thế giới khi Thế chiến II chấm dứt. Sự kiện này đã định hình cho thế giới trong nửa cuối thế kỷ 20.

## Danh mục quyền lực
Trong bối cảnh địa chính trị hiện đại, một số thuật ngữ được sử dụng để mô tả các loại quyền hạn khác nhau, bao gồm:
Siêu cường (tiếng Anh: Super power): Vào năm 1944, William TR Fox đã xác định siêu cường là "quyền hạn lớn sở hữu sức mạnh vượt trội gồm Đế quốc Anh, Liên Xô và Hoa Kỳ. Với việc giải thể Đế quốc Anh sau Thế chiến II, và sau đó là sự tan rã của Liên bang Xô viết vào năm 1991, Hoa Kỳ hiện là quốc gia duy nhất được coi là một siêu cường.
Đại cường quốc (hay Đại cường) (tiếng Anh: Great power): Trong các đề cập lịch sử, là thuật ngữ chỉ quyền lực lớn liên quan đến các nước có khả năng ảnh hưởng mạnh mẽ về chính trị, văn hóa và kinh tế đối với các quốc gia xung quanh họ và trên toàn thế giới.
Trung cường quốc (hay Cường quốc tầm trung) (tiếng Anh: Middle power): Một mô tả chủ quan về các trạng thái cấp hai có ảnh hưởng, đó có thể không được mô tả là các cường quốc lớn hay nhỏ. Trung cường có đủ sức mạnh và quyền lực để tự mình đứng vững mà không cần sự giúp đỡ của nước khác (đặc biệt là trong lĩnh vực an ninh-quân sự) và dẫn đầu ngoại giao trong các vấn đề khu vực và toàn cầu. Rõ ràng không phải tất cả các cường quốc trung bình đều có trạng thái ngang nhau; một số là thành viên của các diễn đàn như G20 và đóng vai trò quan trọng trong Liên Hợp Quốc và các tổ chức quốc tế khác như WTO.
Tiểu cường (hay Quyền hạn nhỏ) (tiếng Anh: Small power): là mức thấp nhất trong hệ thống cường quốc. Họ là những công cụ của các quyền hạn khác và đôi khi có thể bị chi phối; nhưng trong quan hệ quốc tế họ không thể bị bỏ qua.

## Các danh mục khác
Cường quốc khu vực (hay Quyền lực khu vực) (tiếng Anh: Regional power): Thuật ngữ này được sử dụng để mô tả một quốc gia mạnh mẽ ảnh hưởng trong một khu vực. Là một cường quốc khu vực không loại trừ lẫn nhau với bất kỳ loại quyền lực nào khác. Phần lớn trong số họ phát huy một mức độ ảnh hưởng chiến lược như quyền lực khu vực nhỏ hoặc trung cường. Quyền lực chính của khu vực (như Úc) thường đóng một vai trò quan trọng trong các vấn đề quốc tế ngoài khu vực.
Siêu cường văn hóa (tiếng Anh: Cultural superpower): Đề cập đến một đất nước có văn hóa, nghệ thuật hay giải trí có sức hấp dẫn trên toàn thế giới, sự nổi tiếng quốc tế đáng kể hoặc ảnh hưởng lớn đến phần lớn thế giới. Các nước Tây Âu và Hoa Kỳ thường được mô tả là siêu cường văn hóa, mặc dù đôi khi nó được tranh luận về cái nào đáp ứng tiêu chí như vậy. Không giống như các dạng truyền thống của quyền lực quốc gia, thuật ngữ văn hóa siêu cường có liên quan đến khả năng quyền lực mềm của một quốc gia.
Siêu cường năng lượng (tiếng Anh: Energy superpower): Mô tả một quốc gia cung cấp một lượng lớn tài nguyên năng lượng (dầu thô, khí thiên nhiên, than đá, urani,...) cho một số lượng lớn các quốc gia khác, và do đó có tiềm năng ảnh hưởng đến thị trường thế giới để đạt được một lợi thế chính trị hoặc kinh tế. Ả Rập Xê Út và Nga, thường được công nhận là cường quốc năng lượng hiện tại của thế giới, do khả năng ảnh hưởng toàn cầu của họ hoặc thậm chí trực tiếp kiểm soát giá tới một số quốc gia nhất định. Canada là cường quốc năng lượng tiềm năng do nguồn tài nguyên thiên nhiên rộng lớn của họ.
Cường quốc kinh tế (tiếng Anh: Economic power): Các học giả quan hệ quốc tế đề cập đến "quyền lực kinh tế" của một quốc gia như một yếu tố ảnh hưởng đến quyền lực của nó trong quan hệ quốc tế.
Cường quốc hải quân hay Cường quốc biển (tiếng Anh: Maritime power).
Cường quốc hạt nhân (tiếng Anh: Nuclear power).